# Западен бряг на река Йордан
Западният бряг на река Йордан е регион в Близкия изток, разположен на западния бряг на река Йордан. Той е една от териториите, окупирани от Израел по време на Шестдневната война през 1967 г. и оттогава е предмет на спорове между Израел и Палестина.

### География и население
- Площ: Около 5,640 км².
- Градове: Включва градове като Йерихон, Хеброн, Рамала и Наблус.
- Население: Приблизително 3 милиона души, предимно палестинци, както и значителен брой израелски заселници.

### История
- Британски мандат: До 1948 г. регионът е част от британския мандат Палестина.
- Йорданско управление: Между 1948 и 1967 г. Западният бряг е под йордански контрол.
- Израелска окупация: След Шестдневната война през 1967 г. Израел окупира Западния бряг, което води до продължаващ конфликт.

### Политически статус
Западният бряг е разделен на зони A, B и C според Споразуменията от Осло:
- Зона A: Под пълен палестински контрол.
- Зона B: Под палестинска гражданска администрация и израелски военен контрол.
- Зона C: Под пълен израелски контрол, включително израелските заселнически блокове.

### Конфликти и преговори
Западният бряг е централна точка в израелско-палестинския конфликт. Палестинците искат тази територия да бъде част от бъдеща независима държава Палестина, докато Израел твърди, че територията е стратегически и исторически важна.

### Икономика и инфраструктура
- Икономика: Основно базирана на земеделие, услуги и малки индустрии.
- Инфраструктура: Развитието е ограничено поради политическата нестабилност и контрола над ресурсите.

### Култура и общество
Западният бряг е дом на богато културно наследство, включващо древни археологически обекти, исторически паметници и живи традиции.

### Международна перспектива
Международната общност, включително ООН, разглежда израелските селища в Западния бряг като незаконни според международното право, въпреки че Израел оспорва това становище.
Западният бряг остава една от най-спорните територии в света, символизираща дългогодишния конфликт и стремежа на палестинците за независимост.